# Straßenbahn Chester–Derry
Die Straßenbahn Chester–Derry war eine Überlandstraßenbahn in New Hampshire (Vereinigte Staaten).

## Geschichte
Am 7. April 1891 wurde die Chester and Derry Railroad Association mit dem Ziel gegründet, eine Verkehrsanbindung des Ortes Chester herzustellen. Dieser Ort lag abseits der Eisenbahnstrecken und war zu diesem Zeitpunkt nicht auf der Schiene erreichbar. Außerdem befand sich an der Strecke der Beaver Lake, der ein wichtiges Ausflugsziel ist. Die Konzession erlaubte der Gesellschaft, eine Pferdebahn oder elektrische Straßenbahn, ein- oder zweigleisig, vom Bahnhof West Derry an der Bahnstrecke Manchester–Lawrence nach Chester zu bauen und zu betreiben.
Am 1. Mai 1896 begannen die Bauarbeiten von West Derry aus. Am 1. Oktober des gleichen Jahres nahm die elektrische Straßenbahn ihren regulären Betrieb auf, nachdem bereits am 22. September die feierliche Eröffnung stattfand. Die Strecke war 7¾ Meilen (rund 12,5 Kilometer) lang, und eingleisig mit insgesamt fünf Ausweichen. Der Fahrplan wurde auf die Abfahrtszeiten der Züge in West Derry abgestimmt, sodass an Werktagen neun, an Sonntagen elf Fahrten je Richtung durchgeführt wurden. Weitere Fahrten endeten am Beaver Lake oder in Derry Village. Ab dem 13. März 1898 beförderte die Bahn auch Post, die in Säcken in den Personentriebwagen mitgeführt wurde.
Nachdem die Beförderungszahlen vor allem nach 1925 stark rückläufig waren, beantragte die Bahngesellschaft die Stilllegung der Strecke und am 4. Juni 1928 endete der Betrieb. Die Gleise wurden abgebaut und wie die Fahrzeuge verschrottet.

## Streckenverlauf
Die Strecke begann an der Ostseite des Bahnhofs West Derry, wo ein Verbindungsgleis zur Eisenbahn bestand. Das Areal ist heute überbaut, auch die Eisenbahn ist stillgelegt. Zur Straßenbahn Manchester, die ebenfalls am Bahnhof West Derry endete, bestand keine Gleisverbindung, die Endstelle lag auf der anderen Seite der Bahnstrecke. Die Straßenbahn schwenkte auf den East Broadway ein, in dessen Mitte sie zunächst bis zur Kreuzung Park Avenue verlief. Hier schwenkte sie an den rechten bzw. südöstlichen Straßenrand. In Höhe des Hoodkroft County Club lag die erste Ausweiche der Strecke. Kurz darauf erreicht die Strecke das Zentrum von Derry, wo sie in die Main Street abbiegt und an deren südlichem Rand westwärts verlief. An der Kreuzung Main Street/Thornton Street befand sich die engste Kurve der Strecke, da die Bahn hier in spitzem Winkel in die Thornton Street einbog. Die Strecke verlief am nördlichen Rand dieser Straße, um kurz vor der East Derry Road zunächst auf den südlichen Straßenrand zu schwenken und dann nach links in die East Derry Road abzubiegen, wo sie am südlichen Rand lag. Direkt nach dieser Kreuzung befand sich das dreigleisige Depot am nördlichen Straßenrand sowie die zweigleisige Werkstatt am südlichen Rand. Eines der Depotgleise war nur über eine Schiebebühne erreichbar. Am Depot befand sich auch die zweite Ausweiche der Strecke.
Die Strecke nach Chester führte nun weiter am südlichen Straßenrand der East Derry Road. In Höhe des Postamtes East Derry, an der Kreuzung Cemetery Road, lag die dritte Ausweiche. In East Derry bog die Strecke in die Old Chester Road ein, an deren östlichem Straßenrand sie etwa einen halben Kilometer verlief, ehe sie auf einen eigenen Bahnkörper nach links abbog. Vorbei an der Nordostecke des Beaver Lake überquerte die Bahntrasse die North Shore Road. Direkt nach der Kreuzung befand sich die vierte Ausweiche der Bahn. Etwa in Höhe Adams Pond traf die Trasse auf die Back Chester Road, der sie nun nordwärts folgte. Die Bahn fuhr am westlichen Straßenrand, wechselte jedoch nördlich der Old Auburn Road auf den östlichen Straßenrand. Ungefähr wo die Back Chester Road in die East Derry Road übergeht, am Stadtrand von Chester, befand sich die fünfte und letzte Ausweiche der Bahn. An der Einmündung der Staatsstraße 102 wechselte die Trasse zunächst wieder an den westlichen Straßenrand, um nördlich der Senator Bell Farm wiederum auf den östlichen Rand zu schwenken. Kurz vor Chester überquerte die Bahn den Wilson Brook auf einer eigenen Brücke direkt neben der Straße. Kurz darauf bog die Bahntrasse nach links auf einen eigenen Bahnkörper parallel zur Chester Street ab und erreichte die Endstation Chester neben Wilcomb's Store. Der Endbahnhof war als zweigleisige überdachte Station gestaltet, wo auch Wagen übernachten konnten. Das zweite Gleis wurde jedoch nur in den Anfangsjahren der Bahn benutzt.